# Kołatka (Bronków)
Kołatka (dawna niem. nazwa Bloch Bude, Blochbude) – przysiółek wsi Bronków w Polsce, w województwie lubuskim, powiecie krośnieńskim, gminie Bobrowice, sołectwie Bronków, położony nad północnym brzegiem jeziora Błeszno.
W latach 1975–1998 miejscowość należała administracyjnie do województwa zielonogórskiego.

## Linki zewnętrzne

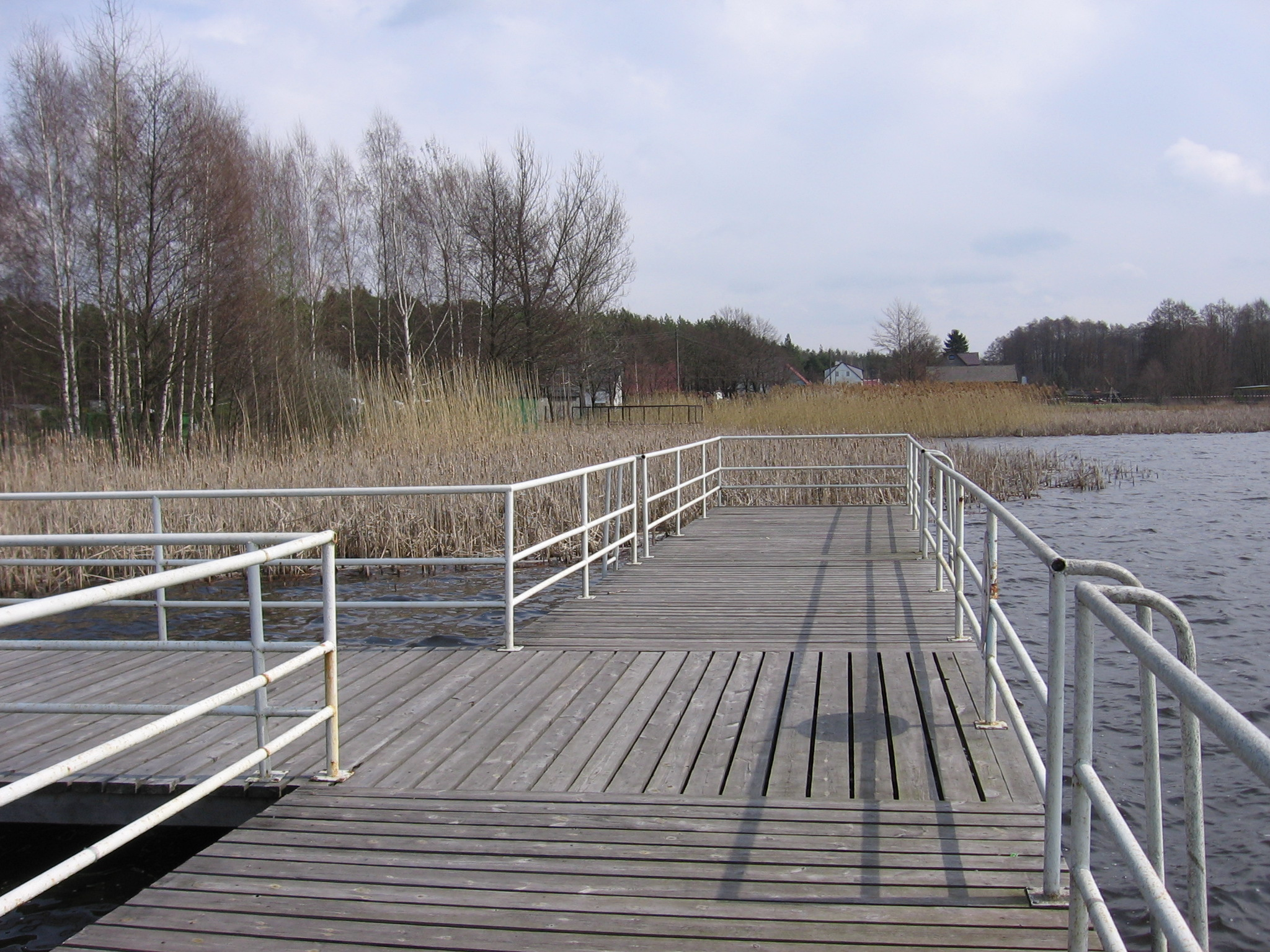
Pomost